# سارة روز
سارة روز (بالإنجليزية: Sarah Rose)‏ هي مؤرخة أمريكية، ولدت في 1974 في شيكاغو في الولايات المتحدة.

## وصلات خارجية
- الموقع الرسمي
- سارة روز على موقع IMDb (الإنجليزية)